# Phomopsis
Genre
Phomopsis est un genre de champignons ascomycètes de la famille des Diaporthaceae. La forme téléomorphe (sexuée) est Diaporthe.
Ce genre comprend un millier d'espèces, dont de nombreux agents pathogènes des plantes.

## Liste d'espèces
Selon Catalogue of Life (3 novembre 2014) :
- Phomopsis abdita
- Phomopsis abrotani
- Phomopsis abutilonis
- Phomopsis acaciae
- Phomopsis acaciicola
- Phomopsis acanthi
- Phomopsis acerina
- Phomopsis aceris
- Phomopsis achilleae
- Phomopsis acmella
- Phomopsis adansoniae
- Phomopsis aesculana
- Phomopsis agapanthi
- Phomopsis agrostidis
- Phomopsis ailanthi
- Phomopsis airae
- Phomopsis albicans
- Phomopsis albolutea
- Phomopsis algerica
- Phomopsis alhagi
- Phomopsis allamandae
- Phomopsis allescheriana
- Phomopsis almeidae
- Phomopsis alnea
- Phomopsis alni-incanae
- Phomopsis aloës-percrassae
- Phomopsis alpiniae
- Phomopsis alsophilae
- Phomopsis amaranthi
- Phomopsis amaranthophila
- Phomopsis amazonica
- Phomopsis amelanchieris
- Phomopsis amherstiae
- Phomopsis ampelina
- Phomopsis ampelopsidis
- Phomopsis amraii
- Phomopsis amygdali
- Phomopsis amygdaliana
- Phomopsis anacardii
- Phomopsis ananadis
- Phomopsis andina
- Phomopsis annonacearum
- Phomopsis annonae
- Phomopsis anthyllidicola
- Phomopsis antigoni
- Phomopsis apocyni
- Phomopsis aquifolii
- Phomopsis aquilariae
- Phomopsis araliae
- Phomopsis araucariae
- Phomopsis arctii
- Phomopsis arecae
- Phomopsis aristolochiae
- Phomopsis armeriae
- Phomopsis arnoldiae
- Phomopsis artabotrydis
- Phomopsis artemisiae
- Phomopsis arthrophylli
- Phomopsis artocarpi
- Phomopsis asclepiadea
- Phomopsis asparagi
- Phomopsis asparagicola
- Phomopsis asphodelina
- Phomopsis asteriscus
- Phomopsis aucubae
- Phomopsis aucubicola
- Phomopsis avellana
- Phomopsis averrhoae
- Phomopsis baccharidis
- Phomopsis bakeri
- Phomopsis baliospermi
- Phomopsis banksiae
- Phomopsis barbari
- Phomopsis barringtoniae
- Phomopsis batatas
- Phomopsis bauhiniae
- Phomopsis bauhiniicola
- Phomopsis beckhausii
- Phomopsis begoniae
- Phomopsis berberina
- Phomopsis bertholletianum
- Phomopsis bicincta
- Phomopsis biformis
- Phomopsis bignoniae
- Phomopsis biwa
- Phomopsis bloxamii
- Phomopsis boehmeriae
- Phomopsis bossiaeae
- Phomopsis bougainvilleae
- Phomopsis bougainvilleicola
- Phomopsis brachyceras
- Phomopsis brachysematis
- Phomopsis brencklei
- Phomopsis brevistylospora
- Phomopsis brideliae
- Phomopsis broussonetiae
- Phomopsis brunaudiana
- Phomopsis brunaudii
- Phomopsis bryophylli
- Phomopsis buddlejae
- Phomopsis buettneriae
- Phomopsis buteae
- Phomopsis buxi
- Phomopsis buxicola
- Phomopsis cacti
- Phomopsis cajani
- Phomopsis calanthes
- Phomopsis callistephi
- Phomopsis calophacae
- Phomopsis calotropidis
- Phomopsis calystegiae
- Phomopsis camelliae-japonicae
- Phomopsis campanulae-latifoliae
- Phomopsis campomanesiae
- Phomopsis campsidis
- Phomopsis camptothecae
- Phomopsis canadensis
- Phomopsis cancri
- Phomopsis cannabina
- Phomopsis capsici
- Phomopsis caraganae
- Phomopsis caricae-papayae
- Phomopsis carludoviciae
- Phomopsis carnea
- Phomopsis carpogena
- Phomopsis carposchiza
- Phomopsis caryophylli
- Phomopsis caryotae-urentis
- Phomopsis cassiae
- Phomopsis cassiicola
- Phomopsis castaneae
- Phomopsis castaneae-mollissimae
- Phomopsis casuarinae
- Phomopsis catalpicola
- Phomopsis caulographa
- Phomopsis cedrelae
- Phomopsis celastrinae
- Phomopsis celottii
- Phomopsis cephaelidis
- Phomopsis cephalotaxi
- Phomopsis cestri
- Phomopsis chamaecristae
- Phomopsis chamaeropis
- Phomopsis chimonanthi
- Phomopsis chionanthi
- Phomopsis choisyae
- Phomopsis chondrillae
- Phomopsis christianicola
- Phomopsis cichoracaearum
- Phomopsis cinerescens
- Phomopsis cinnamomi
- Phomopsis cinnamomicola
- Phomopsis cirsii
- Phomopsis cistina
- Phomopsis citri
- Phomopsis citriodora
- Phomopsis cladrastidis
- Phomopsis clarkiae
- Phomopsis clematidis
- Phomopsis clerodendri
- Phomopsis clethrae
- Phomopsis clypeata
- Phomopsis coccobolae
- Phomopsis coccolobae
- Phomopsis cocculi
- Phomopsis cocoës
- Phomopsis cocophila
- Phomopsis coffeae
- Phomopsis colae
- Phomopsis columnaris
- Phomopsis coluteae
- Phomopsis combreticola
- Phomopsis commelinae
- Phomopsis coneglanensis
- Phomopsis conii
- Phomopsis consocia
- Phomopsis conspicua
- Phomopsis convallariae
- Phomopsis convolvuli
- Phomopsis convolvulina
- Phomopsis copelandii
- Phomopsis corchoricola
- Phomopsis cordiae
- Phomopsis cordifolia
- Phomopsis cordylines
- Phomopsis coriariicola
- Phomopsis coronillae
- Phomopsis correae
- Phomopsis corticis
- Phomopsis corylopsidis
- Phomopsis corynocarpi
- Phomopsis cotoneastri
- Phomopsis crataegicola
- Phomopsis crini
- Phomopsis crotalariae
- Phomopsis crotonophila
- Phomopsis cruciferae
- Phomopsis crustosa
- Phomopsis cryptica
- Phomopsis cucurbitae
- Phomopsis cunninghamii
- Phomopsis cuppatea
- Phomopsis cuscutae
- Phomopsis cuspariae
- Phomopsis cyamopsidis
- Phomopsis cycadis
- Phomopsis cyclobalanopsidis
- Phomopsis cydoniae
- Phomopsis cynanchi
- Phomopsis cynanchicola
- Phomopsis cynanchina
- Phomopsis cytisi
- Phomopsis dahliae
- Phomopsis dalbergiae
- Phomopsis daturicola
- Phomopsis dauci
- Phomopsis daucicola
- Phomopsis dearnessiana
- Phomopsis delogneana
- Phomopsis demissa
- Phomopsis dendrobii
- Phomopsis denigrata
- Phomopsis desmazieri
- Phomopsis destructa
- Phomopsis detrusa
- Phomopsis deutziae
- Phomopsis diachenii
- Phomopsis dianthicola
- Phomopsis dianthina
- Phomopsis diaporthes-macrostomae
- Phomopsis digitalis
- Phomopsis dioscoreae
- Phomopsis diospyri
- Phomopsis diplodinoides
- Phomopsis dipsaci
- Phomopsis dominici
- Phomopsis dorycnii
- Phomopsis dracaenae
- Phomopsis dracaenicola
- Phomopsis duabangae
- Phomopsis dulcamarae
- Phomopsis durandiana
- Phomopsis durionis
- Phomopsis dysoxyli
- Phomopsis ebulina
- Phomopsis echioidis
- Phomopsis edgworthiae
- Phomopsis effusa
- Phomopsis elaeagni
- Phomopsis elaeagnicola
- Phomopsis elaeidis
- Phomopsis elastica
- Phomopsis elasticae
- Phomopsis elenkinii
- Phomopsis elliptica
- Phomopsis emicis
- Phomopsis emmanuelii
- Phomopsis endogena
- Phomopsis ephedrae
- Phomopsis epicarpa
- Phomopsis epiglandula
- Phomopsis ericaceana
- Phomopsis erini
- Phomopsis eriobotryae
- Phomopsis eriodendri
- Phomopsis erythrinae
- Phomopsis erythroxyli
- Phomopsis escalloniae
- Phomopsis eucalypti
- Phomopsis eucalypticola
- Phomopsis eucommiae
- Phomopsis eucommiicola
- Phomopsis eugeniae
- Phomopsis eumorpha
- Phomopsis eupatoriicola
- Phomopsis euphorbiae
- Phomopsis extorris
- Phomopsis exul
- Phomopsis fabae
- Phomopsis fagopyri
- Phomopsis familiaris
- Phomopsis fatsiae-japonicae
- Phomopsis ficina
- Phomopsis filicina
- Phomopsis filiformis
- Phomopsis firmianae
- Phomopsis fischeri-eduardi
- Phomopsis flacourtiae
- Phomopsis flueckigeriae
- Phomopsis foeniculi
- Phomopsis folliculicola
- Phomopsis fontanesiae
- Phomopsis fourcroyae
- Phomopsis fragosoana
- Phomopsis fragosoi
- Phomopsis francoae
- Phomopsis fraterna
- Phomopsis fraxinellae
- Phomopsis fuchsiae
- Phomopsis fukushii
- Phomopsis fusiformis
- Phomopsis ganjae
- Phomopsis gardeniae
- Phomopsis garryae
- Phomopsis garugae
- Phomopsis gasteriae
- Phomopsis genistae-tinctoriae
- Phomopsis ginkgonis
- Phomopsis glabrae
- Phomopsis glandicola
- Phomopsis glaziovae
- Phomopsis gliricidiae
- Phomopsis gloriosa
- Phomopsis glycines
- Phomopsis gmelinae
- Phomopsis gnomoniae
- Phomopsis gomphocarpi
- Phomopsis gomphrenae
- Phomopsis gorakhpurensis
- Phomopsis gossypii
- Phomopsis grabowskiae
- Phomopsis grewiae
- Phomopsis grossulariae
- Phomopsis guareae
- Phomopsis guevinicola
- Phomopsis guiyan
- Phomopsis gulabii
- Phomopsis gymnocladi
- Phomopsis hakeae
- Phomopsis halimii
- Phomopsis hameliae
- Phomopsis heckeriae
- Phomopsis helianthi
- Phomopsis hellebori
- Phomopsis heraclei
- Phomopsis heritierae
- Phomopsis herminierae
- Phomopsis heteronema
- Phomopsis heterophragmatis
- Phomopsis heveae
- Phomopsis heveicola
- Phomopsis hibisci
- Phomopsis hieracii
- Phomopsis hispaniolae
- Phomopsis hollboelliae
- Phomopsis hordei
- Phomopsis hranicensis
- Phomopsis hughesii
- Phomopsis hydnocarpi
- Phomopsis hydrangeae
- Phomopsis hyperici
- Phomopsis hysteriola
- Phomopsis ichnocarpi
- Phomopsis impatientis
- Phomopsis importata
- Phomopsis inaequalis
- Phomopsis incarcerata
- Phomopsis inclusa
- Phomopsis incommoda
- Phomopsis inconstans
- Phomopsis incrustans
- Phomopsis indica
- Phomopsis indigoferae
- Phomopsis ingae-dulcis
- Phomopsis intermedia
- Phomopsis inulina
- Phomopsis ipomoeae
- Phomopsis iridina
- Phomopsis iridis
- Phomopsis irregularis
- Phomopsis isorae
- Phomopsis iteae
- Phomopsis ixorae
- Phomopsis jaczewskii
- Phomopsis jambosae
- Phomopsis japonica
- Phomopsis jasmini
- Phomopsis jaunpurensis
- Phomopsis javanica
- Phomopsis jochromae
- Phomopsis juglandina
- Phomopsis juniperivora
- Phomopsis jurineae
- Phomopsis justiciae
- Phomopsis kalmiae
- Phomopsis kentrophylli
- Phomopsis kiggelariae
- Phomopsis kochiana
- Phomopsis lactucae
- Phomopsis lagerstroemiae
- Phomopsis lagettae
- Phomopsis lamii
- Phomopsis landeghemiae
- Phomopsis landolphiae
- Phomopsis lantanae
- Phomopsis lantanae-glutinosae
- Phomopsis lathyrina
- Phomopsis latifolia
- Phomopsis laurella
- Phomopsis lauri
- Phomopsis laurina
- Phomopsis lavandulae
- Phomopsis lavaterae
- Phomopsis lavitskii
- Phomopsis lebiseyi
- Phomopsis lentisci
- Phomopsis lepidii
- Phomopsis leptographa
- Phomopsis leptostromiformis
- Phomopsis leucothoes
- Phomopsis leycesteriae
- Phomopsis liatridis
- Phomopsis libertii
- Phomopsis ligulata
- Phomopsis ligustri-vulgaris
- Phomopsis limonii
- Phomopsis linearis
- Phomopsis liquidambaris
- Phomopsis lirella
- Phomopsis lirellata
- Phomopsis lirelliformis
- Phomopsis liriodendri
- Phomopsis litoralis
- Phomopsis litseae
- Phomopsis lixivia
- Phomopsis lokoyae
- Phomopsis longanae
- Phomopsis longicolla
- Phomopsis longiparaphysata
- Phomopsis lonicerae
- Phomopsis lophanthi
- Phomopsis loropetali
- Phomopsis loti
- Phomopsis lucumae
- Phomopsis ludwigii
- Phomopsis lueheae
- Phomopsis lumae
- Phomopsis lusitanica
- Phomopsis lyonsiae
- Phomopsis lysimachiae
- Phomopsis machaeriicola
- Phomopsis macrocarpae
- Phomopsis macrocollum
- Phomopsis macrospora
- Phomopsis maculans
- Phomopsis magnoliae
- Phomopsis magnoliicola
- Phomopsis magnoliina
- Phomopsis magocsyana
- Phomopsis mahoniae
- Phomopsis majuscula
- Phomopsis malvacearum
- Phomopsis mandevillae
- Phomopsis mangiferae
- Phomopsis mangrovei
- Phomopsis manihot
- Phomopsis manilkarae
- Phomopsis marrubii
- Phomopsis marsdeniae
- Phomopsis martyniae
- Phomopsis mastoidea
- Phomopsis mauritiana
- Phomopsis mayteni
- Phomopsis mazzantioides
- Phomopsis medinillae
- Phomopsis mediterranea
- Phomopsis melaleuca
- Phomopsis meliloti
- Phomopsis melocacticola
- Phomopsis mendax
- Phomopsis menispermacearum
- Phomopsis menispermi
- Phomopsis metrosideri
- Phomopsis micheliae
- Phomopsis micheliicola
- Phomopsis microspora
- Phomopsis millettiae
- Phomopsis mimusopsidis
- Phomopsis mindoensis
- Phomopsis minuscula
- Phomopsis missouriensis
- Phomopsis mollissima
- Phomopsis mongolica
- Phomopsis montanensis
- Phomopsis morearum
- Phomopsis mori
- Phomopsis moricola
- Phomopsis morifolia
- Phomopsis morina
- Phomopsis morphaea
- Phomopsis muelleri
- Phomopsis multipunctata
- Phomopsis musae
- Phomopsis muscorum
- Phomopsis musicola
- Phomopsis myopori
- Phomopsis myricariae
- Phomopsis myriosticta
- Phomopsis myrtilli
- Phomopsis natsume
- Phomopsis neeae
- Phomopsis nepetae
- Phomopsis nephelii
- Phomopsis nerii
- Phomopsis neriicola
- Phomopsis nicotianae
- Phomopsis nidulans
- Phomopsis nitidula
- Phomopsis nivea
- Phomopsis nymphaeae
- Phomopsis oblita
- Phomopsis obscurans
- Phomopsis occidentalis
- Phomopsis occulta
- Phomopsis oemanthi
- Phomopsis oenocarpi
- Phomopsis oenocarpicola
- Phomopsis oenotherae
- Phomopsis oleariae
- Phomopsis olisipponensis
- Phomopsis oliveirana
- Phomopsis oncostoma
- Phomopsis ononidicola
- Phomopsis oppilata
- Phomopsis opulana
- Phomopsis orchidophila
- Phomopsis oreodaphnes
- Phomopsis orobanches
- Phomopsis orysopsidis
- Phomopsis oryzae
- Phomopsis oryzae-sativae
- Phomopsis osmanthi
- Phomopsis osyridis
- Phomopsis ougeiniae
- Phomopsis oxalina
- Phomopsis oxydendri
- Phomopsis oxyspora
- Phomopsis padina
- Phomopsis pallida
- Phomopsis palmicola
- Phomopsis pandani
- Phomopsis papayae
- Phomopsis parabolica
- Phomopsis pardalota
- Phomopsis parrotiae
- Phomopsis paspali
- Phomopsis passiflorae
- Phomopsis pau
- Phomopsis pavgii
- Phomopsis pavoniae
- Phomopsis pedilanthi
- Phomopsis pehenningsii
- Phomopsis pelargonii
- Phomopsis pergulariae
- Phomopsis perniciosa
- Phomopsis perseae
- Phomopsis petersii
- Phomopsis petiolorum
- Phomopsis phaseoli
- Phomopsis phellodendri
- Phomopsis phillophila
- Phomopsis philodendri
- Phomopsis phlyctaenoides
- Phomopsis phoenicicola
- Phomopsis phormicola
- Phomopsis phyllanthi
- Phomopsis phyllanthicola
- Phomopsis phyllochlamydis
- Phomopsis phyllophila
- Phomopsis phyteumatis
- Phomopsis phytolaccae
- Phomopsis piceae
- Phomopsis pilocarpicola
- Phomopsis pimpinellae
- Phomopsis pinicola
- Phomopsis pinophylla
- Phomopsis pircuniae
- Phomopsis pisicola
- Phomopsis pitcairniae
- Phomopsis pittospori
- Phomopsis plantaginis
- Phomopsis platanoidis
- Phomopsis platycerii
- Phomopsis pleromatis
- Phomopsis plumeriae
- Phomopsis podalyriae
- Phomopsis podocarpi
- Phomopsis podophylli
- Phomopsis polyalthiae
- Phomopsis polygalae-myrtifoliae
- Phomopsis polygonorum
- Phomopsis populina
- Phomopsis porteri
- Phomopsis praetervisa
- Phomopsis prosopidicola
- Phomopsis prunorum
- Phomopsis psidii
- Phomopsis psoraleae
- Phomopsis pteleae
- Phomopsis pterocariicola
- Phomopsis pterophila
- Phomopsis pterospermi
- Phomopsis pulla
- Phomopsis pungens
- Phomopsis punicicola
- Phomopsis pustulata
- Phomopsis putator
- Phomopsis putranjivae
- Phomopsis pyrorum
- Phomopsis pyrrhocystis
- Phomopsis quercicola
- Phomopsis quercina
- Phomopsis quercus
- Phomopsis radula
- Phomopsis ramealis
- Phomopsis ramicola
- Phomopsis ranojevicii
- Phomopsis rapaneae
- Phomopsis revellens
- Phomopsis rhagadioli
- Phomopsis rhaphidis
- Phomopsis rhaphithamni
- Phomopsis rhapidis
- Phomopsis rhinanthi
- Phomopsis rhizophorae
- Phomopsis rhododendri
- Phomopsis rhododendricola
- Phomopsis rhodophila
- Phomopsis rhodotypi
- Phomopsis rhois
- Phomopsis rhynchosiae
- Phomopsis ribatejana
- Phomopsis ribicola
- Phomopsis ricinella
- Phomopsis robergeana
- Phomopsis rojana
- Phomopsis rosae
- Phomopsis rossiana
- Phomopsis rubiae
- Phomopsis rubiseda
- Phomopsis rudgeae
- Phomopsis rudis
- Phomopsis rusci
- Phomopsis rutae
- Phomopsis ryckholtii
- Phomopsis sabaleos
- Phomopsis sabiae
- Phomopsis saccarata
- Phomopsis sacchari
- Phomopsis salicina
- Phomopsis salmalica
- Phomopsis salviae
- Phomopsis sambucella
- Phomopsis sambucina
- Phomopsis sapindacearum
- Phomopsis sapotae
- Phomopsis sarmentella
- Phomopsis sarothamni
- Phomopsis saxegothaeae
- Phomopsis scabella
- Phomopsis scabra
- Phomopsis schefflerae
- Phomopsis schlerotioides
- Phomopsis schoenocauli
- Phomopsis sclareae
- Phomopsis sclerotioides
- Phomopsis scobina
- Phomopsis scobinella
- Phomopsis scutellariae
- Phomopsis scutiae
- Phomopsis sedi
- Phomopsis semi-immersa
- Phomopsis seposita
- Phomopsis sequoiae
- Phomopsis serebrianikowii
- Phomopsis serjaniae
- Phomopsis seseli
- Phomopsis sidae
- Phomopsis silenes
- Phomopsis siliquastri
- Phomopsis similis
- Phomopsis siphonodontis
- Phomopsis skimmiae
- Phomopsis smilacina
- Phomopsis smilacis
- Phomopsis smyrnii
- Phomopsis solani
- Phomopsis sophorae
- Phomopsis sorbicola
- Phomopsis sorbina
- Phomopsis sordidula
- Phomopsis sorghi
- Phomopsis sorghicola
- Phomopsis spartii
- Phomopsis spectabilis
- Phomopsis spiraeae
- Phomopsis spironemae
- Phomopsis staphyleae
- Phomopsis stellariae
- Phomopsis stenocarpi
- Phomopsis sterculiae
- Phomopsis stewartii
- Phomopsis stictica
- Phomopsis stictostoma
- Phomopsis stillingiae
- Phomopsis strictosoma
- Phomopsis striiformis
- Phomopsis stromatigena
- Phomopsis subnervisequa
- Phomopsis subordinaria
- Phomopsis swainsonae
- Phomopsis symploci
- Phomopsis syncarpiae
- Phomopsis syngenesia
- Phomopsis syringina
- Phomopsis syzygiicola
- Phomopsis tabernaemontanae
- Phomopsis tamaricaria
- Phomopsis tamarindi
- Phomopsis tami
- Phomopsis tamicola
- Phomopsis tanakae
- Phomopsis tecomae
- Phomopsis tectonae
- Phomopsis templetoniae
- Phomopsis tenuipes
- Phomopsis tephrosiae
- Phomopsis teramni
- Phomopsis terminaliae
- Phomopsis tersa
- Phomopsis tezpatae
- Phomopsis thalictri
- Phomopsis thalictrina
- Phomopsis theae
- Phomopsis theicola
- Phomopsis theobromae
- Phomopsis thermopsidis
- Phomopsis thespesiae
- Phomopsis thevetiae
- Phomopsis thujae
- Phomopsis thymi
- Phomopsis tinea
- Phomopsis tipuanae
- Phomopsis tirrenica
- Phomopsis tomentosae
- Phomopsis tommaseana
- Phomopsis toxicodendri
- Phomopsis trachelii
- Phomopsis tragopogonis
- Phomopsis trematis
- Phomopsis trichiliae
- Phomopsis trichosanthis
- Phomopsis trillii
- Phomopsis tritici
- Phomopsis trochodendri
- Phomopsis tropaeoli
- Phomopsis truncicola
- Phomopsis tulasnei
- Phomopsis ulmicola
- Phomopsis umbrina
- Phomopsis urticicola
- Phomopsis vaccinii
- Phomopsis variabilis
- Phomopsis variosporum
- Phomopsis velata
- Phomopsis venenosa
- Phomopsis verbasci
- Phomopsis veronicae-speciosae
- Phomopsis vexans
- Phomopsis viciae
- Phomopsis vicina
- Phomopsis viennot-bourginii
- Phomopsis vignae
- Phomopsis villaresiae
- Phomopsis vincentiana
- Phomopsis viridarii
- Phomopsis vismiae
- Phomopsis viterbensis
- Phomopsis viticis
- Phomopsis viticola
- Phomopsis vitimegaspora
- Phomopsis voitiae
- Phomopsis xanthii
- Phomopsis xylocarpi
- Phomopsis yuccae
- Phomopsis zeicola
- Phomopsis zelkovae
- Phomopsis ziziphicola
- Phomopsis ziziphina

Selon Index Fungorum (3 novembre 2014) :
- Phomopsis abdita (Sacc.) Traverso 1906
- Phomopsis abietina (R. Hartig) Grove 1918
- Phomopsis abietina (R. Hartig) Höhn. 1928
- Phomopsis abrotani (Oudem.) Sacc. & D. Sacc. 1906
- Phomopsis abutilonis Sacc. 1915
- Phomopsis abutilonis Urries 1952
- Phomopsis acaciae C.C. Chen 1967
- Phomopsis acaciae Dadwal, R.K. Verma & Jamaluddin 2001
- Phomopsis acaciicola (Henn.) Died. 1911
- Phomopsis acaciicola M.M. Xiang, Z.D. Jiang & P.K. Chi 2003
- Phomopsis acanthi (Sacc. & D. Sacc.) Grove 1920
- Phomopsis acerina Pirone & J.C. Carter 1966
- Phomopsis aceris (Höhn.) Sacc. & D. Sacc. 1906
- Phomopsis achilleae (Sacc.) Traverso 1906
- Phomopsis achilleicola Sousa da Câmara
- Phomopsis acmella (Berk.) Petr. & Syd. 1924
- Phomopsis actinidiae (Henn.) Died. 1912
- Phomopsis adansoniae Li Ma, P.K. Chi & Z.D. Jiang 2004
- Phomopsis adinae Petr.
- Phomopsis aesculana (Sacc.) Petr. 1921
- Phomopsis aesculans Sacc.
- Phomopsis agapanthi Punith. & Spooner 2005
- Phomopsis agrostidis Punith. & Spooner 2002
- Phomopsis ailanthi (Sacc.) Died. 1912
- Phomopsis airae Punith. & Spooner 2002
- Phomopsis albicans Roberge ex Desm. 1911
- Phomopsis albolutea (Dearn. & Barthol.) Petr. 1929
- Phomopsis algerica Maire 1945
- Phomopsis alhagi Woron. 1915
- Phomopsis allamandae Petr. 1923
- Phomopsis allescheriana (Henn.) Boerema, Loer. & Hamers 1996
- Phomopsis almeidae Traverso & Spessa 1910
- Phomopsis alnea (Nitschke ex Sacc.) Höhn. 1906
- Phomopsis alni-incanae Sandu 1964
- Phomopsis aloës-percrassae Trinchieri 1909
- Phomopsis alpiniae Sousa da Câmara 1949
- Phomopsis alsophilae (Syd. & P. Syd.) Aa 2002
- Phomopsis amaranthi Ubrizsy & Vörös 1966
- Phomopsis amaranthophila Inácio, Dianese & Carlos 1999
- Phomopsis amazonica (Syd. & P. Syd.) Aa 2002
- Phomopsis amelanchieris (Cooke) Grove 1917
- Phomopsis amherstiae Ponnappa 1971
- Phomopsis ampelina (Berk. & M.A. Curtis) Grove 1919
- Phomopsis ampelopsidis Petr. 1917
- Phomopsis amraii M.P. Srivast., Tandon, Bhargava & A.K. Ghosh 1966
- Phomopsis amygdali (Delacr.) J.J. Tuset & M.T. Portilla 1989
- Phomopsis amygdaliana Canonaco 1936
- Phomopsis anacardii Early & Punith. 1972
- Phomopsis ananadis M.M. Xiang & P.K. Chi 1994
- Phomopsis andina Petr. 1950
- Phomopsis annonacearum Bond.-Mont. 1936
- Phomopsis annonae Urries 1952
- Phomopsis anthyllidicola (Henn.) Died. 1911
- Phomopsis antigoni R.C. Rajak 1981
- Phomopsis apocyni Pisareva & Philimonova 1968
- Phomopsis aquifolii (Brunaud) Keissl. 1913
- Phomopsis aquilariae Punith. & I.A.S. Gibson 1978
- Phomopsis araliae Koval 1961
- Phomopsis araucariae Grove 1935
- Phomopsis archeri B. Sutton 1980
- Phomopsis arctii (Lasch) Traverso 1906
- Phomopsis arecae Syd. & P. Syd. 1914
- Phomopsis aristolochiae Grove 1917
- Phomopsis armeriae Grove 1930
- Phomopsis arnoldiae B. Sutton 1980
- Phomopsis artabotrydis Syd. & P. Syd. 1916
- Phomopsis artemisiae Vörös 1959
- Phomopsis arthrophylli (Koord.) Aa 2002
- Phomopsis artocarpi Syd. 1935
- Phomopsis asclepiadea (Ellis & Everh.) Petr. 1951
- Phomopsis asparagi (Sacc.) Grove 1935
- Phomopsis asparagicola Alcalde 1952
- Phomopsis asphodelina (Thüm.) Traverso & Spessa 1910
- Phomopsis asteriscus (Berk.) Grove 1917
- Phomopsis aucubae (Westend.) Traverso 1906
- Phomopsis aucubicola (Brunaud) Grove 1917
- Phomopsis aucupariae (Pass.) Petr.
- Phomopsis avellana Petr. 1921
- Phomopsis averrhoae C.Q. Chang, Z.D. Jiang & P.K. Chi 2005
- Phomopsis azadirachtae Sateesh, Shank. Bhat & Devaki 1997
- Phomopsis baccharidis Grove 1935
- Phomopsis bakeri Syd. & P. Syd. 1913
- Phomopsis baliospermi Suj. Singh & Kamal 1979
- Phomopsis banksiae Novoss. 1936
- Phomopsis barbari (Cooke) Punith. 2002
- Phomopsis barringtoniae Kamal & R.P. Singh 1981
- Phomopsis batatas (Ellis & Halst.) Harter & E.C. Field 1912
- Phomopsis bauhiniae Alcalde 1952
- Phomopsis bauhiniicola M.M. Xiang, Z.D. Jiang & P.K. Chi 2003
- Phomopsis beckhausii (Cooke) Traverso 1906
- Phomopsis begoniae Gutner 1936
- Phomopsis berberidis (Westend.) Petr. 1925
- Phomopsis berberina (Sacc. & Roum.) Grove 1919
- Phomopsis bertholletianum E.R. Spencer 1921
- Phomopsis bicincta Syd. 1926
- Phomopsis biformis Bubák & Gonz. Frag. 1915
- Phomopsis bignoniae (Sacc., E. Bommer & M. Rousseau) Curzi & Barbaini 1927
- Phomopsis biwa Hara 1954
- Phomopsis bloxamii Grove 1917
- Phomopsis boehmeriae Novoss. 1936
- Phomopsis bossiaeae (Henn.) Died. 1911
- Phomopsis bougainvilleae Sousa da Câmara 1951
- Phomopsis bougainvilleicola M.M. Xiang, Z.D. Jiang & P.K. Chi 2003
- Phomopsis brachyceras Grove 1935
- Phomopsis brachysematis (Henn.) Died. 1911
- Phomopsis brassicae Sacc. & Roum. 1884
- Phomopsis brencklei Petr. 1924
- Phomopsis brevistylospora Ts. Kobay. & Tak. Ohsawa 1989
- Phomopsis brideliae Chowdhry 1966
- Phomopsis briosii Mutto
- Phomopsis broussonetiae (Sacc.) Died. 1911
- Phomopsis brunaudiana (Sacc.) B. Sutton 1996
- Phomopsis brunaudii (Pass.) Moesz 1931
- Phomopsis brunneola (Berk. & M.A. Curtis) Died. 1911
- Phomopsis bryophylli Sousa da Câmara & A.T. Vasconc. 1955
- Phomopsis buddlejae Grove 1930
- Phomopsis buettneriae Bond.-Mont. 1938
- Phomopsis buteae V.P. Sahni 1968
- Phomopsis buxi (Desm.) Höhn. 1920
- Phomopsis buxicola P.K. Chi, C.Q. Chang & Z.D. Jiang 2007
- Phomopsis cacti (Berk.) Grove 1917
- Phomopsis cajani Syd. & P. Syd. 1916
- Phomopsis calanthes Sacc. 1916
- Phomopsis callistephi Tehon & E.Y. Daniels 1925
- Phomopsis calophacae (Henn.) Died. 1911
- Phomopsis calotropidis (Gonz. Frag. & Cif.) Petr. 1929
- Phomopsis calystegiae (Cooke) Grove 1917
- Phomopsis camelliae-japonicae Petr. 1916
- Phomopsis campanulae-latifoliae Petr. 1925
- Phomopsis campomanesiae Bond.-Mont. 1936
- Phomopsis campsidis M.T. Lucas & Sousa da Câmara 1954
- Phomopsis camptothecae C.Q. Chang, Z.D. Jiang & P.K. Chi 2005
- Phomopsis canadensis Bubák & Dearn. 1916
- Phomopsis cancri Punith. 1974
- Phomopsis cannabina Curzi 1927
- Phomopsis capsici (Magnaghi) Sacc. 1916
- Phomopsis capsicum (Magnaghi) Novoss. 1980
- Phomopsis caraganae Bondartsev 1922
- Phomopsis caricae-papayae Petr. & Cif. 1930
- Phomopsis carludoviciae Novoss. 1936
- Phomopsis carnea (Lib. ex Thüm.) Petr. 1921
- Phomopsis carpogena (Sacc. & Roum.) Died. 1911
- Phomopsis carposchiza Fairm. 1921
- Phomopsis caryophylli Grove 1917
- Phomopsis caryotae-urentis Petr. & Cif. 1930
- Phomopsis cassiae (Sacc.) Ratiani 1968
- Phomopsis cassiae Sousa da Câmara 1951
- Phomopsis cassiicola M.M. Xiang, Z.D. Jiang & P.K. Chi 2003
- Phomopsis castaneae Moriondo 1963
- Phomopsis castaneae Woron. 1915
- Phomopsis castaneae-mollisimae S.X. Jiang & H.B. Ma 2010
- Phomopsis castaneae-mollissimae S.X. Jiang & H.B. Ma 2010
- Phomopsis casuarinae (Tassi) Died. 1912
- Phomopsis catalpicola Alcalde 1952
- Phomopsis caulographa Grove 1917
- Phomopsis cedrelae Sousa da Câmara 1932
- Phomopsis celastrinae (Cooke) Bubák & Kabát 1912
- Phomopsis celottii (Sacc.) M.T. Lucas & Sousa da Câmara 1952
- Phomopsis cephaelidis (Bond.-Mont.) Aa & Vanev 2002
- Phomopsis cephalanthae Sawada 1959
- Phomopsis cephalotaxi Sawada 1950
- Phomopsis cesatii Gonz. Frag. 1921
- Phomopsis cestri Syd. & P. Syd. 1917
- Phomopsis chamaecristae Petr. 1952
- Phomopsis chamaeropis (Cooke) Petr. 1920
- Phomopsis chimonanthi C.Q. Chang, M.M. Xiang & P.K. Chi 2005
- Phomopsis chionanthi C.C. Chen 1968
- Phomopsis chionanthi Died. 1911
- Phomopsis choisyae Grove 1935
- Phomopsis choisyae Woron. 1916
- Phomopsis chondrillae (Hollós) Dias & M.T. Lucas 1975
- Phomopsis christianicola (Bat.) Vanev & Aa 2002
- Phomopsis chrysophylli (Syd.) Aa 2002
- Phomopsis cichoracaearum (Sacc.) Bubák 1906
- Phomopsis cinerescens (Sacc.) Traverso 1906
- Phomopsis cinnamomi S.M. Lin & P.K. Chi 1992
- Phomopsis cinnamomi S.M. Lin & P.K. Chi 1994
- Phomopsis cinnamomicola Z.D. Jiang, M.M. Xiang & P.K. Chi 2003
- Phomopsis cirsii Grove 1935

Selon NCBI (3 novembre 2014) :
- Phomopsis abdita
- Phomopsis amaranthicola
- Phomopsis asparagi
- Phomopsis averrhoae
- Phomopsis azadirachtae
- Phomopsis bougainvilleicola
- Phomopsis camptothecae
- Phomopsis castaneae
- Phomopsis chimonanthi
- Phomopsis columnaris
- Phomopsis conorum
- Phomopsis cycadis
- Phomopsis dauci
- Phomopsis destruens
- Phomopsis emicis
- Phomopsis eucommicola
- Phomopsis eucommii
- Phomopsis euphorbiae
- Phomopsis fukushii
- Phomopsis fusiformis
- Phomopsis glabrae
- Phomopsis ipomoeae-batatas
- Phomopsis juglandina
- Phomopsis juniperivora
- Phomopsis lagerstroemiae
- Phomopsis leptostromiformis
- Phomopsis limonii
- Phomopsis liquidambaris
- Phomopsis longanae
- Phomopsis loropetali
- Phomopsis magnoliae
- Phomopsis mali
- Phomopsis malvacearum
- Phomopsis mangiferae
- Phomopsis micheliae
- Phomopsis obscurans
- Phomopsis occulta
- Phomopsis oryzae
- Phomopsis oxalina
- Phomopsis palmicola
- Phomopsis phyllanthicola
- Phomopsis quercella
- Phomopsis quercina
- Phomopsis RS-2009a
- Phomopsis stipata
- Phomopsis tersa
- Phomopsis theae
- Phomopsis tuberivora
- Phomopsis vexans